# Barata-da-praia
O termo barata-da-praia é a designação comum a diversas espécies de crustáceos isópodes, especialmente os da família Ligiidae. São achatados e sem caparaça e vivem em docas, cais, e sobre as pedras do litoral, na linha da maré. Também são conhecidos pelos nomes de baratinha, baratinha-d'água, baratinha-da-praia, baratinha-das-pedras, bichinho-de-conta, bicho-de-conta e papa-breu.